# Каширцево
Каши́рцево (рос. Каширцево) — присілок у складі Шатровського району Курганської області, Росія. Входить до складу Дальньокубасовської сільської ради.
Населення — 124 особи (2010, 230 у 2002).
Національний склад станом на 2002 рік: росіяни — 85 %.